# أولاد اسبيطة (سيدي بوقنادل)
أولاد اسبيطة هي إحدى مشيخات المملكة المغربية، تتبع جغرافيا لعمالة سلا وإداريًا لسيدي بوقنادل. يقدر عدد سكانها بـ 4461 نسمة حسب الإحصاء الرسمي للسكان والسكنى لسنة 2004.